# Quiriquire
Quiriquire ist ein Dorf im Bundesstaat Monagas, Venezuela. Es ist Verwaltungssitz des Municipios Punceres. Quiriquire befindet sich südwestlich von Caripito und nordnordwestlich von Maturín.

## Wirtschaft
Erdölförderung ist der wichtigste Wirtschaftszweig des Dorfes: hier befindet sich das Erdölfeld Quiriquire.

## Sehenswürdigkeiten
- Thermalbäder "Los Baños".